# Ingo Schmitt (Komponist)
Ingo Schmitt (* 22. Oktober 1933; † 19. Oktober 2020) war ein deutscher Komponist und bis zu seiner Emeritierung 1999 Hochschullehrer. Er war Gründungsdekan des Standortes Wuppertal der Hochschule für Musik und Tanz Köln.

## Karriere
Von 1953 bis 1957 studierte er Komposition, Klavier und Musikästhetik und war Schüler des  Komponisten Frank Martin an der Kölner Musikhochschule, wo er 1955 mit dem Hochschulpreis für Komposition und mit der Aufnahme in die Studienstiftung des Deutschen Volkes ausgezeichnet wurde. Ab 1957 war er Lehrer, ab 1964 Leiter des Bergischen Landeskonservatoriums, das von den Städten Wuppertal, Remscheid und Solingen, sowie vom Rhein-Wupper-Kreis und dem Landkreis Düsseldorf-Mettmann getragen wurde.
1959 erhielt er den Förderpreis des Von der Heydt-Kulturpreises der Stadt Wuppertal. 1966 gründete er in Wuppertal eine städtische Musikschule, die er später mit dem Bergischen Landeskonservatorium vereinte.
Nach Auflösung aller kommunalen Konservatorien in der Bundesrepublik im Jahr 1972 wurde die Wuppertaler Musikausbildung an die Staatliche Hochschule für Musik Rheinland angeschlossen, unter deren Dach die Rheinische Musikschule und die Musikinstitute in Wuppertal, Aachen und Düsseldorf vereint wurden. Schmitt wurde Gründungsdekan des Institutes Wuppertal. Die Hochschule wurde dann 1987 in Hochschule für Musik und Tanz Köln umbenannt.
Neben seiner Lehrtätigkeit komponierte Schmitt zahlreiche Vokal- und Instrumentalwerke. Von seinen Schülern wurde Ulrich Leyendecker als Komponist und Hochschullehrer bekannt.
Im Oktober 2020 verstarb Schmitt.

## Auszeichnungen
- 1955: Hochschulpreis für Komposition
- 1959: von der Heydt-Kulturpreis der Stadt Wuppertal